# Economía de El Salvador
La economía de El Salvador hace referencia a todo proceso de producción, intercambio, distribución y consumo de bienes y servicios en la República de El Salvador en la América Central. La economía salvadoreña ha experimentado un progreso del sector industrial en los últimos años, además es el quinto país con el índice más alto de desarrollo humano en Centroamérica, concentrándose el mayor desarrollo en su capital San Salvador. Es la décima séptima economía de América Latina en términos de producto interno bruto (PIB) nominal, y la décima sexta en cuanto al PIB a precios de Paridad de Poder Adquisitivo (PPA). El Salvador posee una renta per cápita de 4,481.20 $ PIB per cápita Nominal y 10,142 PIB per cápita PPA según datos oficiales del Banco Mundial 2024.
El ente gubernamental encargado de todo aquello a lo que se hace referencia con economía de El Salvador es el Ministerio de Economía. Según el Fondo Monetario Internacional (FMI) y los libros publicados por la CIA, la economía de El Salvador está ubicada con respecto a Centroamérica en el quinto lugar después de Guatemala, Costa Rica, Panamá y Honduras. El país se vio afectado por recesión mundial en el año 2009 y su PIB sufrió una retracción de 3,5%, pero la recuperación se inició en 2010, gracias al crecimiento de las exportaciones y a las remesas desde el exterior.
El Salvador fue el primer país a ratificar el Tratado de Libre Comercio entre Estados Unidos, Centroamérica y República Dominicana el 2006. Dicho tratado es conocido como DR-CAFTA e impulsó las exportaciones de alimentos, azúcar y etanol, en cambio se apoyó la inversión en el sector de manufactura de ropas. 
El Salvador sufrió en los años 90 un nefasto proceso neoliberal de privatizaciones que se extendió a las telecomunicaciones, generación de electricidad, bancos y fondos de pensión, por otra parte El Salvador está considerado uno de los países con más micro y medianas empresas por densidad, habiendo más de 70 por cada 1,000 personas; siendo una economía mayormente informal.

## Historia
Durante la colonia la economía del territorio que en la actualidad es El Salvador y hasta mediados del siglo XX El Salvador tuvo como principal característica la dependencia a los productos agropecuarios sobre todo los referente a la exportación.
Desde la conquista las provincias cuyo territorio forma actualmente El Salvador y posteriormente con la independencia y la unificación de la Alcaldía Mayor de Sonsonate y la Intendencia de San Salvador en la nación salvadoreña la cual estaba unida y posteriormente separada de la Federación Centroamericana; la economía giraba alrededor del cultivo de cacao, añil, café, algodón, entre otros. Entre todos los cultivos el más relevante en la parte económica y social fue el café, el cual se convirtió en la principal fuente de ingresos de los salvadoreños.

### El desarrollo del cultivo del cacao y el bálsamo (1528-1600)[17]
Durante la época precolombina el cacao estaba difundido entre las naciones indígenas utilizado como moneda de intercambio y el chocolate era una bebida tomada únicamente por las personas importantes de la población. El consumo del chocolate se difundió por Europa, con su introducción el cacao se convirtió en un producto comercial invaluable para los españoles. Se estima que en el año 1574, la producción anual de este cultivo ascendía a los 300.000 reales; once años después dicho valor se había incrementado a más de 500.000 reales.
A pesar del auge que tuvo el cacao, en 1585 la producción de este cultivo había comenzado a decaer, principalmente por la disminución de la calidad terrenal debido a la alta demanda y falta de cuidado. Mucha de la producción terminó moviendose al norte de Sur America.  
Además del cacao, los españoles vieron en la recolección del bálsamo una forma de asegurar sus intereses comerciales, ya que el bálsamo era utilizado en Europa para fines medicinales, como base para perfumes y por la Iglesia católica en la elaboración del Crisma. Al igual que el cacao, el proceso de extracción del bálsamo quedó en manos de los indígenas quienes utilizaban el fuego como medio para extraer el bálsamo. Tales técnicas resultaban destructivas y provocaban reducciones de las reservas de los árboles de bálsamo, este fue el principal motivo por eso el bálsamo nunca se convirtió en un soporte económico para las provincias españolas en lo que hoy es El Salvador.

### Período del cultivo de añil (1600-1875)

Bandera de El Salvador.

En El Salvador el cultivo del añil constituía una actividad productiva efectuada por trabajadores de origen mulato, en tanto que la producción del bálsamo y el cacao había quedado en su mayoría en la mano de obra de la comunidad indígena. El cultivo de añil se convertiría en el producto primordial de exportación y en la base económica de las familias, gracias a la demanda mundial de tintes naturales. A principios del siglo XVII, se envió un aproximado de 500,000 libras del añil de Centroamérica a Europa, esta cantidad se duplicó repetidamente dentro del siglo XVII. La producción añilera siguió creciendo, tanto así que las exportaciones de añil en 1855 representaban el 86.30% de total de El Salvador.
A nivel internacional el precio del añil experimentó aumentos desde finales de la década de 1840 hasta el año 1868, año a partir del cual su precio empezó a disminuir. Debido a la guerra y a los desastres naturales los productores perdieron parte de los años en que el añil era cotizado a precios altos, pero al lograrse condiciones estables la producción del añil incrementó nuevamente, oscilando entre 1 y 2 millones de libras. Sin embargo, el descubrimiento de los primeros colorantes sintéticos a mitad del siglo XIX obligó a los productores de añil a abandonarlo lentamente, dando paso al cultivo del café.

### Desarrollo y bonanza del algodón (1855-1870)[18]
Durante la década de 1840s hubo intentos de exportar otros productos agrícolas entre los que figuraba el algodón, lo cual fracaso por no tener las condiciones económicas adecuadas. Los esfuerzos del gobierno por aumentar la producción de algodón fueron insuficientes, pues para 1858 solo el departamento de Usulután era el que producía una pequeña cantidad de algodón. Debido a la escasez de algodón para alimentar los telares, el precio del algodón comenzó a aumentar y los precios del añil disminuyeron, lo que incentivó a los productores salvadoreños a sembrar algodón, convirtiéndose de pronto en el negocio más llamativo; para 1863 se exportó algodón por primera vez y ya se tenían cálculos de la cantidad de hectáreas que se sembrarían en 1864.
En un inicio el algodón debía enviarse a Nicaragua para procesarlo posteriormente las empresas inglesas introdujeron todos los instrumentos necesarios para procesar el algodón en el país antes de exportarlo, creciendo de esta manera el interés por cultivar la fibra. La producción algodonera comenzó a descender en 1866, pero a pesar de eso seguía cultivándose en 1868. Además el entorno ecológico de la zona costera salvadoreña dificultaba el cultivo, debido a las plagas. Hubo que esperar que se crearan insecticidas efectivos hasta el siglo XX para retomar el cultivo del algodón en gran escala. La bonanza del algodón duró corto tiempo, pero permitió vislumbrar los cambios que sufrió la economía salvadoreña a mediados del siglo XIX.

### Período cafetalero (1831-1950)[18]
En El Salvador a fines del siglo XIX (1870-1950), el cambio económico más importante fue el desarrollo de nuevas actividades productivas en el área rural, tales como la minería y el café. De estos productos, el café fue el producto de exportación de mayor crecimiento y el que más ganancias generó para los productores, beneficiadores y comerciantes.
El Salvador desde los tiempos coloniales había producido café, pero no en cantidades suficientes para suplir la demanda local. La posibilidad de exportar este producto se observó hasta finales de la década de 1840. En este mismo año, la producción de café se volvía más atractiva porque los precios del añil se encontraban en un punto bajo inexplorado hasta entonces.
Entre 1860 y 1880 el cultivo del café tomó un impulso mucho mayor y durante los años de 1864 y 1881 las exportaciones se multiplicaron extraordinariamente. Hacia fines del siglo XIX y principios del siglo XX, en El Salvador existían grandes beneficios que procesaban el café; así como exportadores de café con conexiones en Europa y Estados Unidos quienes se encargaban de la distribución y el transporte. El Salvador tuvo su caída del café en los años 1929 por la misma crisis económica que sufrió Estados Unidos y se mantuvo llegando a 1950 con la producción agrícola del café.  

## Economía en la segunda mitad delsigloXX
Después de la II Guerra Mundial, El Salvador experimentó un largo periodo de crecimiento económico sostenido, que en los años sesenta se benefició del aumento de los precios del café, hasta finales de los años 50, El Salvador se convirtió el tercer mayor exportador de café, el país con más industrias de la región centroamericana, y uno de los que más turistas recibía en la época, durante esa época recibió varios inversionistas principalmente estadounidenses, El Salvador fue considerado una promesa de la revolución verde por su agro industria, la Revista National Geographic consideró a El Salvador el mejor país para vivir del mundo.
En la década siguiente, la economía salvadoreña sufrió los efectos de la recesión mundial y del descenso de los precios internacionales de las materias primas, con el agravante de las adversas condiciones climáticas. Desde finales de los años setenta y hasta mediados de los ochenta, El Salvador sufrió un continuo retroceso del PIB a consecuencia de la caída de los ingresos por exportación y por comercio intrarregional y la guerra civil.
El conflicto resultó devastador para el país, ya que se vieron seriamente afectadas zonas agrícolas, carreteras e instalaciones energéticas. La guerra también provocó pérdidas equivalentes a la mitad del PIB, junto con una fuga de capitales al exterior y la caída de la inversión extranjera, Texas Instruments era una de las empresas extranjeras más sólidas y que más aportaban a la economía salvadoreña, cerro en 1985. La firma de los acuerdos de paz a inicios de 1992 supuso un impulso a la recuperación económica. 

## Neoliberalismo, Privatizaciones y dolarización de la economía
Con la llegada del gobierno de Alfredo Cristiani en 1989 se empezó a diseñar e implementar una estrategia orientada a establecer el neoliberalismo, con una fuerte complicidad de círculos empresariales oligarcas de El Salvador interesados en sacar provecho del Estado salvadoreño. 
Entre las privatizaciones durante el gobierno de Alfredo Cristiani (1989-1994) se encuentran las siguientes:
1. Privatización de la comercialización de café, tras la eliminación del monopolio del INCAFE (empresa pública) en la exportación y venta interna de café. Muchos cafetaleros pasaron a controlar esas actividades. 
2. Privatización de la comercialización de azúcar, al declararse inconstitucional la ley de creación del INAZUCAR, empresa pública que vendía en el país y el exterior. El INAZUCAR luego fue cerrado. 
3. Privatización de la Escuela Nacional de Agricultura (ENA), cuya administración le fue transferida a la Fundación Empresarial para el Desarrollo Educativo (FEPADE).
4. Privatización del Instituto Tecnológico Centroamericano (ITCA), cuya administración pasó del Ministerio de Educación a FEPADE. 
5. Privatización de las importaciones de petróleo, tras la venta de PETROCEL (empresa de la CEL) a la RASA, que controlaba la refinación de petróleo y pertenecía a la EXXON y la SHELL.
6. Privatización de los bancos estatales (Banco Agrícola Comercial, Banco Cuscatlán, Banco Salvadoreño, etc). La oligarquía se apropió de ellos cuando el gobierno de Cristiani los saneó con fondos públicos y se los vendió a precios irrisorios. Quince años después, los oligarcas les vendieron al capital extranjero la mayoría de las acciones de sus bancos. 
7. Privatización del Instituto Salvadoreño de Investigaciones del Café (ISIC), cuyas propiedades fueron transferidas a PROCAFE, una fundación privada.
8. Privatización del Hotel Presidente.
9. Privatización de la zona franca de San Bartolo.  
10. Privatización de la empresa Cemento Maya, cuyas acciones fueron compradas por Cemento de El Salvador (CESSA). En 2010, CESSA fue comprada por Holcim, empresa de capital suizo.   
Entre las privatizaciones durante el gobierno de Armando Calderón Sol (1994-1999) se encuentran:
1. Privatización de los ingenios azucareros estatales. El Estado quedó como accionista minoritario de tres de los siete ingenios.   
2. Privatización del servicio de entrega de placas y licencias de vehículos que hacía el viceministerio del transporte. La empresa privada llamada SERTRACEN controla ese negocio.  
5. Privatización de las empresas distribuidoras de energía eléctrica (CLESA, CLES, CLEA, CAESS y DEUSEM).
6. Privatización de la empresa de telecomunicaciones (ANTEL). La telefonía fija y celular está controlada por varias empresas extranjeras. Se trata de uno de los negocios más rentables del país. 
7. Privatización de la administración de los fondos de pensiones estatal, siendo controlado ahora por las administradoras AFP confía y AFP crecer, quienes se quedaron con los activos y teniendo ganancias enormes mientras que el estado salvadoreño se quedó con los pasivos, llevándolo a solicitar préstamos de aproximadamente 400 millones de dólares anuales para pagar a los jubilados.
El ritmo del lento crecimiento económico se vio frenado en 1998 por los efectos del huracán Mitch, que destruyó cosechas y afectó a las infraestructuras. Aun así, las consecuencias del huracán no fueron tan graves como en los estados vecinos y El Salvador se situaba a finales de 2000 en el grupo de países de ingresos medios, aunque su estructura económica continuaba siendo la tradicional de un país en vías de desarrollo de la zona centroamericana.  

## SigloXXI
El violento terremoto (7,8 grados) que asoló gran parte del país en enero de 2001 provocó miles de damnificados, destrucción de edificios, infraestructuras y empresas, determinó la ralentización del crecimiento económico previsto. 
Durante el gobierno de Francisco Flores (1999-2004) se estableció el dólar estadounidense como moneda nacional, quedando el país sin capacidad de emitir papel moneda.
El Salvador cuenta con unos 160 multimillonarios aproximadamente según estudios del 2015 y cuya riqueza combinada asciende a 21.000 millones de dólares, lo que equivale al 87% del PIB del país. Según Oxfam, un nivel de desigualdad tan elevado frena el desarrollo del país y perpetúa la pobreza. La carga tributaria de El Salvador apenas llega al 15% del PIB y el sistema impositivo es altamente regresivo, pues el 65% de los ingresos provienen de impuestos indirectos (IVA) y el 35 restante de impuestos directos.
En la actualidad la economía salvadoreña posee un crecimiento lento, con inversión en los sectores de servicio, industria y agrícola.
En el sector agrícola, las productos más exportados son el café, el azúcar, atún, harina de maíz, melaza de caña, quesos y miel. en el 2017, el sector agrícola representaba el 5.8 % del PIB (2017). sin embargo el sector emplea al 18.6% de la población económicamente activa del país, y es responsable de poco más del 18% del valor de las exportaciones.
El sector industrial ha crecido en las últimas décadas, estando presentes industrias de productos metálicos reciclados, productos alimenticios, productos químicos, insumos médicos y componentes electrónicos como microchips y condensadores eléctricos. La industria farmacéutica es uno de los principales sectores y con mucho crecimiento en El Salvador, ya que desde el 2011, el crecimiento de la industria farmacéutica ha sido del 55%.
Los sectores industriales más grandes del país en la actualidad son: La industria de prendas de vestir, la industria farmacéutica, la industria del papel y la industria de alcoholes acíclicos y sus derivados.  
Las remesas familiares que están en el sector de servicio, influyen en gran parte de la economía salvadoreña, representando la principal fuente de divisas de El Salvador, el turismo en los últimos años ha tenido un crecimiento económico acelerado y en la actualidad es la segunda fuente de divisas de El Salvador.
El Salvador operan varias empresas multinacionales, entre ellas se encuentran: EPA, Nestlé, Walmart, 3M, Nike, American International Group, Caterpillar, Chevron, Cisco Systems, Coca Cola, General Electric, The Home Depot, Intel,  IBM,  Johnson & Johnson, United Health, Merck KGaA, Pfizer, Citibank,  Kimberly-Clark y Monsanto.

## Economía salvadoreña a nivel continental
Según su tamaño, la economía salvadoreña es la décima sexta economía de América Latina con un PIB de 27 mil millones de dólares. Si se divide el PIB por la cantidad de población que tiene El Salvador (más de 6 millones de habitantes), el resultado sale de 4 126 dolares de riqueza promedio por cada salvadoreño.    
| Países de América Latina según el tamaño de su Economía PIB (producto interno bruto) para 2020 | Países de América Latina según el tamaño de su Economía PIB (producto interno bruto) para 2020 | Países de América Latina según el tamaño de su Economía PIB (producto interno bruto) para 2020 | Países de América Latina según el tamaño de su Economía PIB (producto interno bruto) para 2020 | Países de América Latina según el tamaño de su Economía PIB (producto interno bruto) para 2020 | Países de América Latina según el tamaño de su Economía PIB (producto interno bruto) para 2020 |
| N.º | País                                                                                           | PIB nominal (millones de dólares)                                                              | Habitantes                                                                                     | PIB per cápita Nominal                                                                         | Artículo Principal                                                                             |
| --- | ---------------------------------------------------------------------------------------------- | ---------------------------------------------------------------------------------------------- | ---------------------------------------------------------------------------------------------- | ---------------------------------------------------------------------------------------------- | ---------------------------------------------------------------------------------------------- |
| 1° | Brasil                                                                                         | USD 1 893 010 millones                                                                         | 211 millones                                                                                   | USD 8 955 dólares                                                                              | Economía Brasileña                                                                             |
| 2° | México                                                                                         | USD 1 322 489 millones                                                                         | 127 millones                                                                                   | USD 10 405 dólares                                                                             | Economía Mexicana                                                                              |
| 3° | Argentina                                                                                      | USD 443 249 millones                                                                           | 45 millones                                                                                    | USD 9 730 dólares                                                                              | Economía Argentina                                                                             |
| 4° | Colombia                                                                                       | USD 343 177 millones                                                                           | 50 millones                                                                                    | USD 6 744 dólares                                                                              | Economía Colombiana                                                                            |
| 5° | Chile                                                                                          | USD 308 505 millones                                                                           | 19 millones                                                                                    | USD 15 854 dólares                                                                             | Economía Chilena                                                                               |
| 6° | Perú                                                                                           | USD 240 175 millones                                                                           | 32 millones                                                                                    | USD 7 316 dólares                                                                              | Economía Peruana                                                                               |
| 7° | Ecuador                                                                                        | USD 109 444 millones                                                                           | 17 millones                                                                                    | USD 6 250 dólares                                                                              | Economía Ecuatoriana                                                                           |
| 8° | República Dominicana                                                                           | USD 96 291 millones                                                                            | 10 millones                                                                                    | USD 9 194 dólares                                                                              | Economía Dominicana                                                                            |
| 9° | Guatemala                                                                                      | USD 86 397 millones                                                                            | 17 millones                                                                                    | USD 4 807 dólares                                                                              | Economía Guatemalteca                                                                          |
| 10° | Panamá                                                                                         | USD 73 369 millones                                                                            | 4 millones                                                                                     | USD 17 148 dólares                                                                             | Economía Panameña                                                                              |
| 11° | Costa Rica                                                                                     | USD 65 179 millones                                                                            | 5 millones                                                                                     | USD 12 690 dólares                                                                             | Economía Costarricense                                                                         |
| 12° | Uruguay                                                                                        | USD 62 921 millones                                                                            | 3 millones                                                                                     | USD 17 818 dólares                                                                             | Economía Uruguaya                                                                              |
| 13° | Venezuela                                                                                      | USD 62 917 millones                                                                            | 30 millones                                                                                    | USD 2 457 dólares                                                                              | Economía Venezolana                                                                            |
| 14° | Bolivia                                                                                        | USD 45 253 millones                                                                            | 11 millones                                                                                    | USD 4 090 dólares                                                                              | Economía Boliviana                                                                             |
| 15° | Paraguay                                                                                       | USD 42 826 millones                                                                            | 7 millones                                                                                     | USD 5 904 dólares                                                                              | Economía Paraguaya                                                                             |
| 16° | El Salvador                                                                                    | USD 27 918 millones                                                                            | 6 millones                                                                                     | USD 4 126 dólares                                                                              | Economía Salvadoreña                                                                           |
| 17° | Honduras                                                                                       | USD 25 314 millones                                                                            | 9 millones                                                                                     | USD 2 593 dólares                                                                              | Economía Hondureña                                                                             |
| 18° | Trinidad y Tobago                                                                              | USD 23 251 millones                                                                            | 1 millón                                                                                       | USD 16 757 dólares                                                                             | Economía Trinitense                                                                            |
| 19° | Jamaica                                                                                        | USD 16 474 millones                                                                            | 2 millones                                                                                     | USD 5 698 dólares                                                                              | Economía Jamaiquina                                                                            |
| 20° | Bahamas                                                                                        | USD 12 815 millones                                                                            | 380 mil                                                                                        | USD 33 286 dólares                                                                             | Economía Bahameña                                                                              |
| 21° | Nicaragua                                                                                      | USD 12 331 millones                                                                            | 6 millones                                                                                     | USD 1 869 dólares                                                                              | Economía Nicaragüense                                                                          |
| 22° | Haití                                                                                          | USD 8 709 millones                                                                             | 11 millones                                                                                    | USD 765 dólares                                                                                | Economía Haitiana                                                                              |
| 23° | Guyana                                                                                         | USD 8 065 millones                                                                             | 780 mil                                                                                        | USD 10 249 dólares                                                                             | Economía Guyanesa                                                                              |
| 24° | Barbados                                                                                       | USD 5 322 millones                                                                             | 280 mil                                                                                        | USD 18 486 dólares                                                                             | Economía Barbadense                                                                            |
| 25° | Surinam                                                                                        | USD 4 162 millones                                                                             | 600 mil                                                                                        | USD 6 875 dólares                                                                              | Economía Surinamesa                                                                            |
| 26° | Santa Lucía                                                                                    | USD 2 103 millones                                                                             | 180 mil                                                                                        | USD 11 619 dólares                                                                             | Economía Santalucense                                                                          |
| 27° | Belice                                                                                         | USD 2 076 millones                                                                             | 410 mil                                                                                        | USD 4 978 dólares                                                                              | Economía Beliceña                                                                              |
| 28° | Antigua y Barbuda                                                                              | USD 1 779 millones                                                                             | 90 mil                                                                                         | USD 18 887 dólares                                                                             | Economía Antiguana                                                                             |
| 29° | Granada                                                                                        | USD 1 295 millones                                                                             | 100 mil                                                                                        | USD 11 848 dólares                                                                             | Economía Granadina                                                                             |
| 30° | San Cristóbal y Nieves                                                                         | USD 1 087 millones                                                                             | 50 mil                                                                                         | USD 19 023 dólares                                                                             | Economía Sancristobaleña                                                                       |
| 31° | San Vicente y las Granadinas                                                                   | USD 893 millones                                                                               | 110 mil                                                                                        | USD 8 080 dólares                                                                              | Economía Sanvicentina                                                                          |
| 32° | Dominica                                                                                       | USD 633 millones                                                                               | 70 mil                                                                                         | USD 8 948 dólares                                                                              | Economía Dominiquesa                                                                           |
| Nota: La Economía de Brasil alcanza el 1 Billón, 800 mil millones de dólares La Economía de México alcanza el 1 Billón, 300 mil millones de dólares. Fuente: Fondo Monetario Internacional FMI (2020) |                                                                                                |                                                                                                |                                                                                                |                                                                                                |                                                                                                |

## Sector Primario
En 2018, El Salvador produjo 7 millones de toneladas de caña de azúcar, siendo fuertemente dependiente de este producto. Además de la caña de azúcar, el país produjo 685 mil toneladas de maíz, 119 mil toneladas de coco, 109 mil toneladas de sorgo, 93 mil toneladas de frijoles, 80 mil toneladas de café, 64 mil toneladas de naranja, además de menores rendimientos de otros productos agrícolas como sandía, yautia, manzana, mandioca, mango, plátano, arroz etc.
La actividad agropecuaria todavía representaba el sector principal en cuanto a empleo en El Salvador y aporta una parte importante de las exportaciones del país. La producción agraria sigue muy caracterizada por un dualismo muy acusado entre los cultivos comerciales y los de subsistencia. En régimen de latifundio se cultivan los productos de exportación, fundamentalmente café y algodón, así como maíz; en los minifundios, de tamaño reducido e insuficiente productividad, las familias campesinas cultivan maíz, arroz, trigo y judías, todo ello destinado al consumo interior.
En época de cosecha, trabajadores del campo y a menudo sus familias se trasladan a las zonas cafetaleras o algodoneras para obtener ingresos para completementar su subsistencia. Ahora se persigue una nueva redistribución de las tierras.[cita requerida]
A pesar de la gran superficie de prados y pastos, la ganadería tiene modesta importancia.  Destaca la cabaña bovina, la más numerosa, seguida de la porcina y la ovina.  Mayor fortuna ha tenido el desarrollo del sector pesquero, gracias al establecimiento de pesquerías comerciales subsidiadas.  Parte de la producción de este sector, sobre todo crustáceos, se destina a la exportación.
El hato bovino de El Salvador es de 1 millón de cabezas, lo que convierte a El Salvador en el país de Centroamérica con más cabezas de ganado por kilómetro cuadrado
Desde 2017 no se saca provecho del subsuelo al haberse prohibido la minería.  Empero en 2023 el Gobierno aspiraba a reformar la ley, lo que podría generar nuevas oportunidades.

## Sector Secundario
Desde mediados del siglo XX, el proceso de industrialización del país centroamericano fue impulsado según el modelo de "sustitución de importaciones", es decir, producir en el propio país los productos que de otra manera tienen que ser importados. Los resultados iniciales fueron lentos, limitado por el pequeño mercado interno, la falta de materias primas y de tecnología.
La creación del Mercado Común Centroamericano convirtió a El Salvador en el país con mayor cantidad de industrias de América Central a finales de los sesenta, pero la aguda crisis de los setenta y ochenta afectó profundamente a la actividad manufacturera. Desde la década de los 2000 hasta el presente, el crecimiento industrial se ha basado en el sector orientado a la exportación; especialmente de textiles, prendas de confección y productos farmacéuticos. En la actualidad, el sector continúa en vías de desarrollo.

## Sector Terciario
Desde 2001, la moneda de El Salvador es el dólar de Estados Unidos. En el año 1994 la nueva ley Orgánica relativa al Banco Central reforzó las funciones de emisión y control del sistema financiero y transfirió otras funciones a la banca comercial, representada por 11 entidades.
El comercio exterior presenta un déficit estructural que se compensa en parte con las inversiones extranjeras directas, la asistencia para el desarrollo y las remesas de los emigrantes.
Tradicionalmente, la principal partida de exportación salvadoreña ha sido el café, que representaba el 80% del total; pero a lo largo de los años setenta y ochenta fue perdiendo peso en beneficio de otros productos primarios y, especialmente, de las manufacturas.
Los principales productos de importación son maquinaria y equipos de transporte, manufacturas básicas y productos químicos. Son también importantes las compras de alimentos y combustibles. El principal cliente y proveedor es Estados Unidos, seguido por países del área, sobre todo Guatemala, y Alemania.
El Salvador forma parte del Mercado Común Centroamericano, del BID y de otros organismos internacionales como el FMI, el Banco Mundial, la OMC y el BIRD.

## Transportes
El país cuenta con 564 km de vías férreas inutilizadas, cuyas principales líneas unen San Salvador con los puertos de Acajutla y Cutuco, en la costa del Pacífico.
El ferrocarril comunica Guatemala con Honduras dentro del sistema ferroviario centroamericano. El país dispone de unos 12000 km de carreteras, de los cuales 1700 km están asfaltados.
Los puertos principales son La Unión, La Libertad (puerto turístico de La Libertad) y Acajutla. El país cuenta con 2 aeropuertos internacionales: el Aeropuerto Internacional San Óscar Arnulfo Romero y Galdámez ubicado en el municipio de San Luis Talpa, departamento de La Paz, es el principal aeropuerto del país; y el Aeropuerto Internacional de Ilopango, el cual se encuentra en el municipio de Ilopango, departamento de San Salvador, el cual es usado para la aviación civil, (escuelas de aviación) militar (primera brigada aérea) y vuelos chárter.

## Evolución histórica del producto interno bruto (nominal)

### Década de 1970
A comienzos de la década de 1970, El Salvador poseía un producto interno bruto (nominal) de USD 338 millones. Para el año 1979, el PIB del país llegó a los USD 1.132 millones. La economía salvadoreña tuvo un crecimiento del 234,9% durante esta década con respecto al PIB del año 1970. 
| Gráfica del crecimiento del producto interno bruto de El Salvador 1970-1979 |
| --------------------------------------------------------------------------- |
|                                                                             |
| Fuente: Fondo Monetario Internacional                                       |
| Gráfica elaborada por: Wikipedia                                            |

### Década de 1980
A comienzos de la década de 1980, El Salvador poseía un producto interno bruto (nominal) de USD 3.899 millones. Para el año 1989, el PIB del país llegó a los USD 3.157 millones. La economía salvadoreña tuvo un decrecimiento del -23,5% durante esta década con respecto al PIB del año 1980. 
| Gráfica del crecimiento del producto interno bruto de El Salvador 1980-1989 |
| --------------------------------------------------------------------------- |
|                                                                             |
| Fuente: Fondo Monetario Internacional                                       |
| Gráfica elaborada por: Wikipedia                                            |

### Década de 1990
A comienzos de la década de 1990, El Salvador poseía un producto interno bruto (nominal) de USD 4.801 millones. Para el año 1999, el PIB del país llegó a los USD 12.465 millones. La economía salvadoreña tuvo un crecimiento del 159,6% durante esta década con respecto al PIB del año 1990. 
| Gráfica del crecimiento del producto interno bruto de El Salvador 1990-1999 |
| --------------------------------------------------------------------------- |
|                                                                             |
| Fuente: Fondo Monetario Internacional                                       |
| Gráfica elaborada por: Wikipedia                                            |

### Década de 2000
A comienzos de la década de 2000, El Salvador poseía un producto interno bruto (nominal) de USD 13.134 millones. Para el año 2009, el PIB del país llegó a los USD 20.661 millones. La economía salvadoreña tuvo un crecimiento del 57,3% durante esta década con respecto al PIB del año 2000. 
| Gráfica del crecimiento del producto interno bruto de El Salvador 2000-2009 |
| --------------------------------------------------------------------------- |
|                                                                             |
| Fuente: Fondo Monetario Internacional                                       |
| Gráfica elaborada por: Wikipedia                                            |

### Década de 2010
A comienzos de la década de 2010, El Salvador poseía un producto interno bruto (nominal) de USD 21.418 millones. Para el año 2015, el PIB del país llegó a los USD 25.766 millones. Hasta la actualidad (2015) la economía salvadoreña tuvo un crecimiento del 20,3% durante esta década con respecto al PIB del año 2010. 
El año 2011, a nivel latinoamericano, las economías de Trinidad y Tobago (24.410 millones), Bolivia (24.135 millones) y Paraguay (23.343 millones) sobrepasaron al PIB de El Salvador de ese año.  
El año 2015, El Salvador subió un puesto a nivel Latinoamérica, esto debido a la caída del PIB nominal de Trinidad y Tobago de ese año (24.553 millones). 
| Gráfica del crecimiento del producto interno bruto de El Salvador 2010-2019 |
| --------------------------------------------------------------------------- |
|                                                                             |
| Fuente: Fondo Monetario Internacional                                       |
| Gráfica elaborada por: Wikipedia                                            |